# Okręg wyborczy Camberwell North West
Okręg wyborczy Camberwell North West powstał w 1918 r. i wysyłał do brytyjskiej Izby Gmin jednego deputowanego. Okręg położony był w południowym Londynie. Został zlikwidowany w 1950 r.

## Deputowani do brytyjskiej Izby Gmin z okręgu Camberwell North West
- 1918–1924: Thomas Macnamara, Partia Liberalna
- 1924–1929: Edward Tanswell Campbell, Partia Konserwatywna
- 1929–1931: Hyacinth Morgan, Partia Pracy
- 1931–1935: James Cassels, Partia Konserwatywna
- 1935–1945: Oscar Guest, Partia Konserwatywna
- 1945–1950: Freda Corbet, Partia Pracy